# 入間市消防本部
入間市消防本部（いるまししょうぼうほんぶ）は、埼玉県入間市に存在した消防部局（消防本部）。管轄区域は入間市全域。2013年4月、消防広域化に伴い埼玉西部消防組合が発足したために解散した。

## 概要
- 消防本部：入間市大字小谷田581
- 管内面積：44.74km2
- 職員定数：157人
- 消防署1カ所、分署2カ所
- 主力機械（2006年4月1日現在）
  - 普通消防ポンプ自動車：2
  - 水槽付消防ポンプ自動車：3
  - はしご付消防自動車：2
  - 化学消防自動車：1
  - 救急自動車：4
  - 救助工作車：1
  - 資機材搬送車：1
  - 小型動力ポンプ付積載車：1
  - 指揮車：1
  - 指令車：5
  - 広報車：1
  - 連絡車：5
  - 起震車：1

## 沿革
- 1967年4月1日　入間市消防本部・入間市消防署を開設。
- 1967年9月1日　救急業務を開始。
- 1975年1月14日　救助工作車を消防署に配備。
- 1986年4月1日　藤沢分署を開設。消防・救急業務開始。
- 1988年4月1日　西武分署を開設。消防・救急業務開始。
- 1995年3月15日　高規格救急車を消防署に配備。
- 2013年4月1日　埼玉県消防広域化推進計画に伴い所沢市消防本部・埼玉西部広域消防本部・入間市消防本部・狭山市消防本部が統合し2013年4月1日より埼玉西部消防組合：本部名「埼玉西部消防局」が発足した。これに伴い入間市消防本部は解散となった。

## 組織
- 本部－消防総務課、警防課、予防課
- 消防署

## 消防署

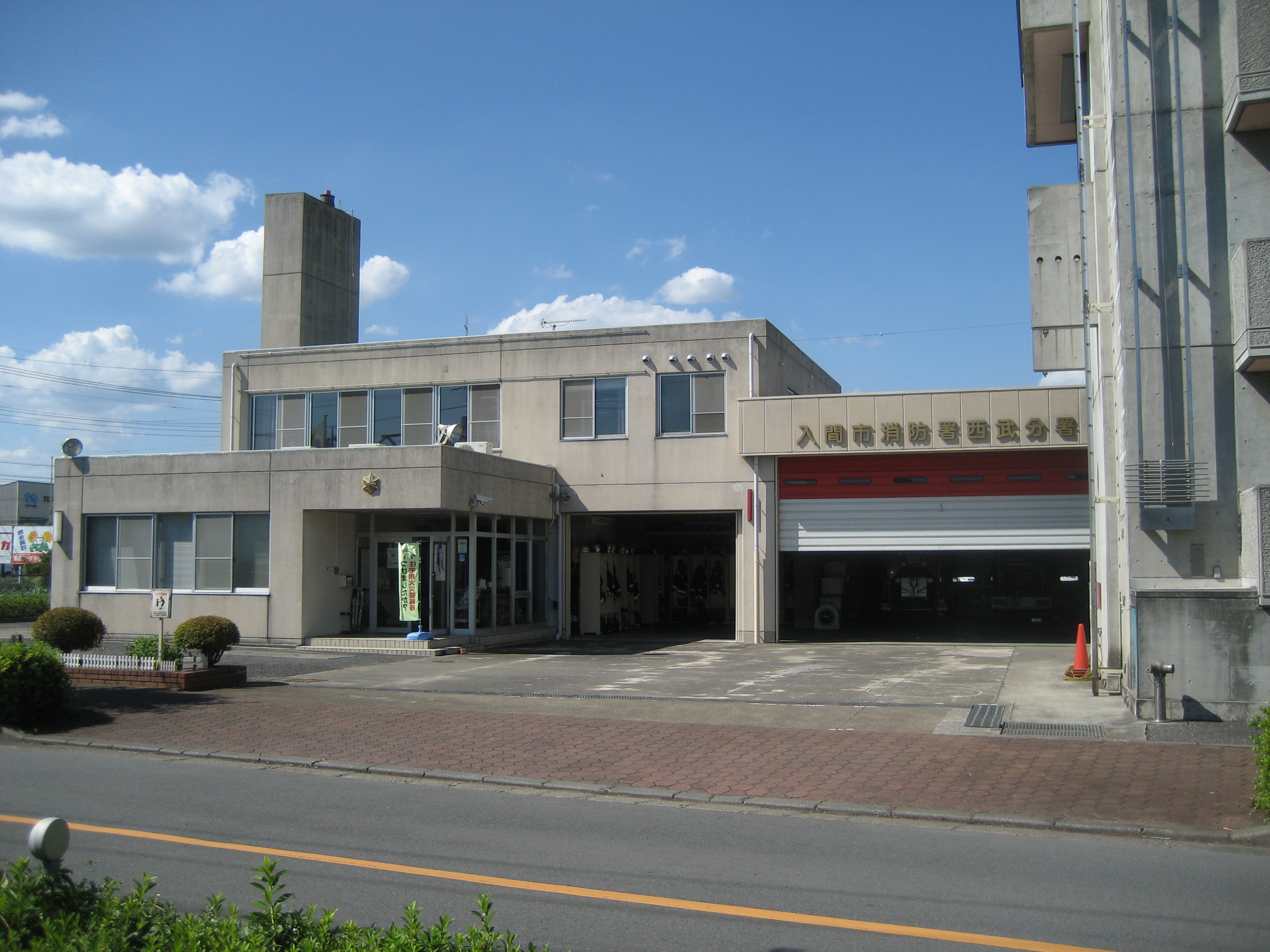
西武分署

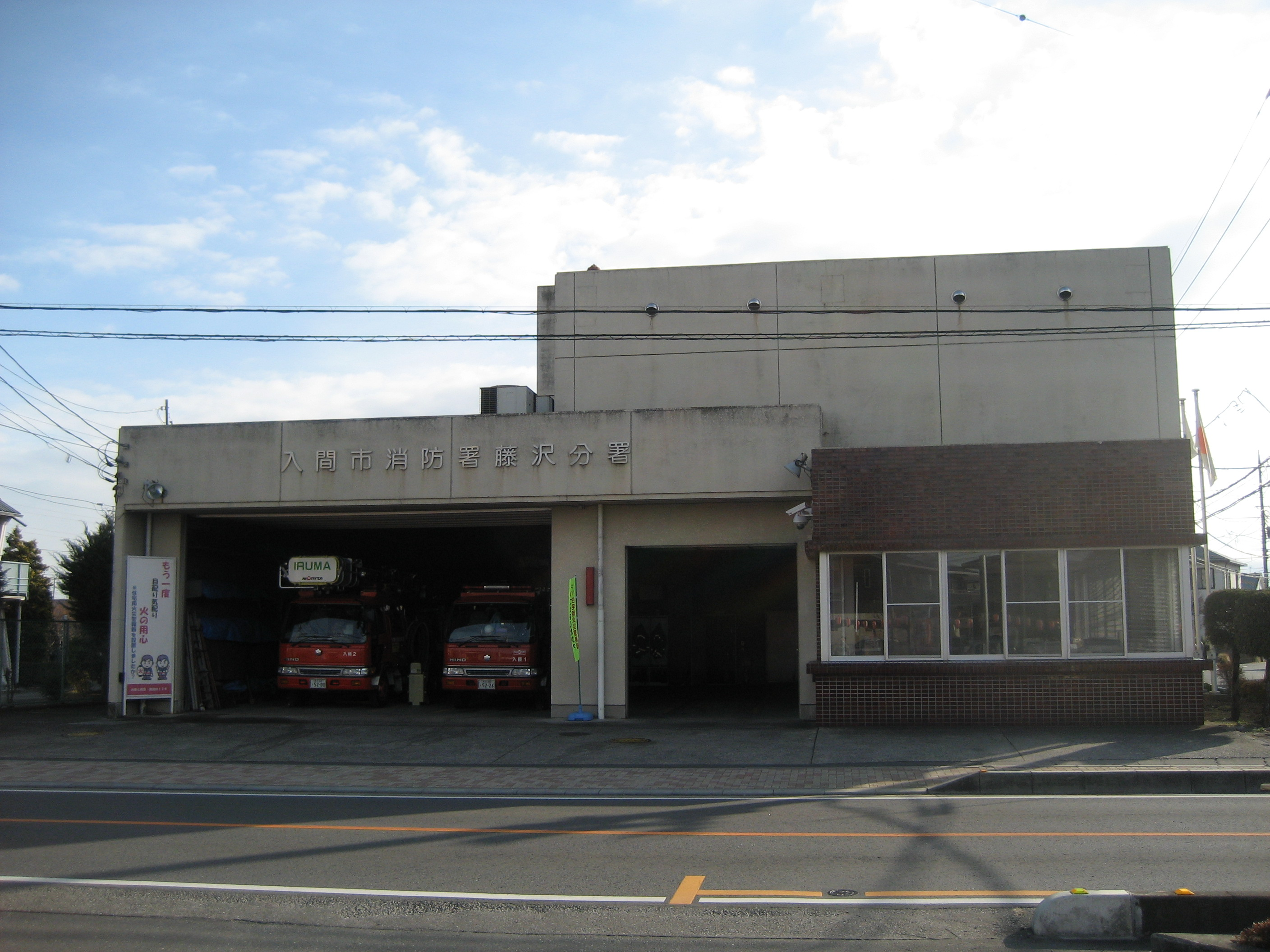
藤沢分署

| 消防署       | 住所          | 分署                                     |
| ------------ | ------------- | ---------------------------------------- |
| 入間市消防署 | 大字小谷田581 | 藤沢：大字下藤沢858-1 西武：大字野田2182 |